# Фонтана Лири
Фонтана Лири (на италиански: Fontana Liri) е малък град и община в Централна Италия. Разположен е в област (регион) Лацио на провинция Фрозиноне. В околностите му протича река Лири. Има жп гара по линията между Касино и Сора. Население 3096 жители от преброяването през 2008 г.

## Личности
Родени
- Марчело Мастрояни (1924-1996), киноартист
- Умберто Мастрояни (1910-1998), скулптор